# Club Deportivo Corellano
El Club Deportivo Corellano es un club de fútbol en la Comunidad Foral de Navarra de la ciudad de Corella. Ha disputado un total de 17 temporadas en Tercera división y ha participado en tres ediciones de Copa del Rey.

## Historia
El primer equipo que practicó fútbol en Corella, según las noticias que conocemos fue 'La Juvenia' formado en 1923 por Eduardo Lasantas en la portería, y completaban el equipo Javier Viscasillas, Aurelio Benito, Dionisio Jiménez, Jesús Virto, Julio Asiain, José García Maculet, Eugenio Jiménez, Wenceslao Alonso, Andrés Sesma y Manolo Sesma.

### Fundación del CD Corellano
El Club Deportivo Corellano se fundó el 9 de agosto de 1929, estando compuesta la primera Junta Directiva por Julián Sanz (presidente), Serapio Escribano (vicepresidente), Leoncio Galarreta, Victorino Romano, Félix López y Victoriano López (vocales), Julio Asiain Gurucharri (tesorero) y José Pérez (secretario).
El primer partido que disputó el Corellano lo jugó en Milagro el 11 de agosto de 1929 contra Aurrera.
El 15 de agosto de 1929 se inaugura el campo de fútbol de San Benito con el partido que se disputó entre el Corellano y el Gazte-Tasun de Tudela con el resultado de 2-3.
Desde que llegó el fútbol a la localidad navarra de Corella, ésta ha contado con la fundación de varios equipos entre los que se recuerda 'La Flecha', 'Egarbia', 'Gaztena', etc. Todos ellos darían pie posteriormente a la conjugación de uno solo: Club Deportivo Corellano.

### Nuevos aires
La década de los años 70.
En 1972, después de tres temporadas en el olvido, un grupo de aficionados y jugadores de Corella impulsan en forma de Asociación Deportiva un nuevo proyecto para el Corellano. J.L. Echarri, Emilio González y tantos otros hicieron posible con su esfuerzo y dedicación sentar las bases para que años después el Corellano lograse metas de verdadero éxito deportivo.
La Junta directiva presidida por D. Ramón Villanueva Sesma, (temporadas 76/77 y 77/78), con su decidido empeño y un trabajo serio y constante, transformó un club aficionado en un club organizado y pujante. Llevando al equipo a las puertas de Tercera División, después de quedar en segunda posición de aquella Preferente, en la que solo acabó por ascender el primer clasificado.
Una vez que el C.D. Corellano había sido transformado en un equipo organizado, serio y respetado por sus rivales, el presidente Villanueva presentaría su dimisión, "motivada por asuntos de trabajo que le impiden atender el cargo con toda la dedicación que le ha prestado hasta la fecha".
Ascenso a 3ª División. Junio 1979.

La nueva Junta Directiva presidida por D. José Luis Navarro Castuera (posteriormente presidió la Federación Navarra de Fútbol) preparó un equipo con la base de la temporada anterior y nuevos fichajes, obteniendo hasta aquel momento, el mayor triunfo de la historia del C.D. Corellano: el ascenso a División Nacional, con D. Juan Jiménez Catalán, al frente de aquel histórico equipo.
El ascenso llegaría un 3 de junio de 1979, en ese día, el Club Deportivo Corellano vencería en Murchante y obtendría el ansiado ascenso a Tercera División, al clasificarse segundo de su grupo y ganar la fase de ascenso.
La alineación que presentó el Club Deportivo Corellano aquel histórico partido fue: Luis Miguel Pérez González "Marañón", Ullate, Villaciervos, Roldan, Félix González, Matías Valles, Marín, Miguel Sanz, Pedro Delgado, J.I. Francés, Ángel Navarro, Santiago Malo, José J. Arellano "Cesar", Fermín Pastor y Francisco Arellano.
Durante once temporadas el Club militó en División Nacional, fueron las temporadas más brillantes del C.D. Corellano, junto con las dos anteriores en categoría Preferente.
El C.D. Corellano jugaría su primer partido en 3ª División, en el desaparecido Estadio José Luis de Arrese de Corella el 2 de septiembre de 1979 con el Venta de Baños. El resultado final 2-2.
El entrenador por aquella época era Serafín García Muñoz y la convocatoria la completaron Luis M. Pérez González, José Ignacio Irigoyen Redin, José Burgui Calahorra, Matías Valles López, José A. Roldan Velasco, Martín Ernaga Esmoz, Ramón Francés Arellano, Miguel Sanz Sesma, Pedro Delgado Galarreta, Miguel A. Francés Arellano, Julián Zudaire Echevarri, Miguel A. Sorbet Tainta, Félix González Valles, Javier Ignacio Francés Asiain y Fermin Pastor Navarro. Delegado de campo Matías Sesma Catalán y árbitro Ángel Frechoso Pérez.
Copa del Rey. Temporada 1979/80.
En la temporada 1979/80 el C.D. Corellano disputa la Copa del Rey, apeando en la competición a Sangüesa y Avilés (Asturias). En la siguiente eliminatoria le tocaría con el Castellón de 2ª División, con el que acabó perdiendo el equipo navarro tanto en casa como en Castalia.
Temporada histórica en 3ª División. 1983/84.
En la temporada 1983/84 el C.D. Corellano obtiene la mejor clasificación de liga de su historia quedando tercero de su grupo de Tercera División, por detrás de Club Deportivo Tudelano y Club Deportivo Numancia.

### CD Corellano en elsigloXXI
Ascenso a 3ª División. Junio 2013.
Su descenso en 1990 dejó al club navarro en una mala situación. Durante dos décadas compitieron en diferentes categorías regionales. En la temporada 2007/08 ascendió a Regional Preferente, militando en esa categoría hasta la temporada 2012/13. Un 5 de mayo de 2013, el Corellano vencía al C.D. Azkarrena por 6-1 y volvía a Tercera División en el Nuevo Estadio José Luis Arrese en el que el Corellano jugó desde su fundación a principios de siglo. El club permaneció dos temporadas, y en el curso 14/15 volvió a descender.
Ascenso a 3ª División. Junio 2016.
El Corellano ascendió de nuevo a Tercera División en la temporada 2016/17.

## Datos del club
- Temporadas en Tercera División: 18.
- Temporadas en Divisiones Regionales: 73.

- Mejor puesto en Tercera División: 3º (1983/84).

- Participaciones en Copa del Rey: 3 (1979-80, 1982-83, 1984-85).